# Quantum Jump
Quantum Jump was een Britse muziekgroep, die kortstondig bestond van 1975 tot omstreeks 1977.
Quantum Jump kwam voort uit het samenwerkingverband MacIver-Hine, waarbij tekstschrijver David MacIver en muziekproducent Rupert Hine samenwerkten. Die samenwerking kwam al van de twee albums die de samen hadden gemaakt (Pick up the bone en Unfinished picture op naam van Hine). Hine wilde een meer gelijkwaardige verdeling met invloeden van andere musici. Bovendien kwam de muziekstroming fusion op door elpees van Mahavishnu Orchestra en Weather Report. Ook de funk was in opkomst met bands als Kool & The Gang, Little Feat en Tower of Power. Hine wilde die twee combineren met een Brits sausje eroverheen. De bandnaam kwam van de toen net ontdekte quantum leap (atomic electron transition). Hine vond Leap te saai en kwam met Jump omdat dat meer het gevoel van funk weergaf. MaIver en Hine verzamelde een aantal musici om zich heen:
- John G. Perry – basgitaar, dan spelend in Caravan
- Trevor Morais – drumstel, spelend bij The Peddlers; Hine kende hem al sinds 1970
- Mark Warner – gitaar
- Ray Cooper, Morris Pert – percussie.

De officiële start was 1974. Ze trokken de geluidsstudio in voor hun eerste album, maar kregen nog te maken met de keus van platenlabel. Het zou The Electric Record Company worden; een platenlabel dat een ultrakort bestaan kende (1976-1979). Quantum Jump kreeg catalogusnummer TRIX 1 mee.
De band ging nog voor een tweede album, maar toen was het eigenlijk al voorbij voor Quantum Jump. Hine ging weer verder als solist en muziekproducent. Warner speelde bij artiesten als Neil Sedaka en Cat Stevens. Tot de bands verbazing werd The lone ranger een Britse hit toen de band al anderhalf jaar uit elkaar was. 

## Discografie
- Quantum Jump (1976)
- Barracuda (1977)
- Mixing (remix collection, 1979)